# Château de la Touratte
Le château de la Touratte est un édifice situé à Arcomps, en France.

## Localisation
Le château est situé sur le territoire de la commune d'Arcomps, au lieu-dit de la Touratte, dans le département du Cher en région Centre-Val de Loire.

## Description
Le château est une ancienne forteresse avec des douves. Il s'étend sur 1 300 m2 avec un parc de 9 ha. Il est fait de pierres et de briques. Il y a trente pièces, quatre étages. Il y avait quatre tours, dont une a été en partie détruite. La plus haute tour mesure 20 m. La tour de briques est à l'emplacement de la tour la plus ancienne. Le donjon a été rénové en 1760, mais la guerre de 1870 a entraîné la fin des travaux. Sa forme actuelle date de la fin du XIXe siècle.
Il y a des gargouilles qui bordent les toitures. Il y a des armoiries au-dessus de la porte d'entrée : deux lions avec un blason. Parti : au 1, d'azur, au chevron d'or, accompagné de trois croissants de même ; au 2, de gueules aux trois chevrons d’or, au pal du même brochant sur le tout. La devise est « Gare aux griffes ».

## Historique
Le château date des XIe et XIIe siècles. Les premiers occupants du château sont recensés en 1392.
Le premier seigneur à y avoir vécu est le seigneur Claude de Buchepot qui gouverna les terres d'Epineuil et d'Orval. Sept générations de la famille du Peyroux se sont succédé,.
Le château de la Touratte a donné son nom à la fromagerie de la Touratte, car ils faisaient partie du même lieu-dit.

## Galerie

Château de la Touratte
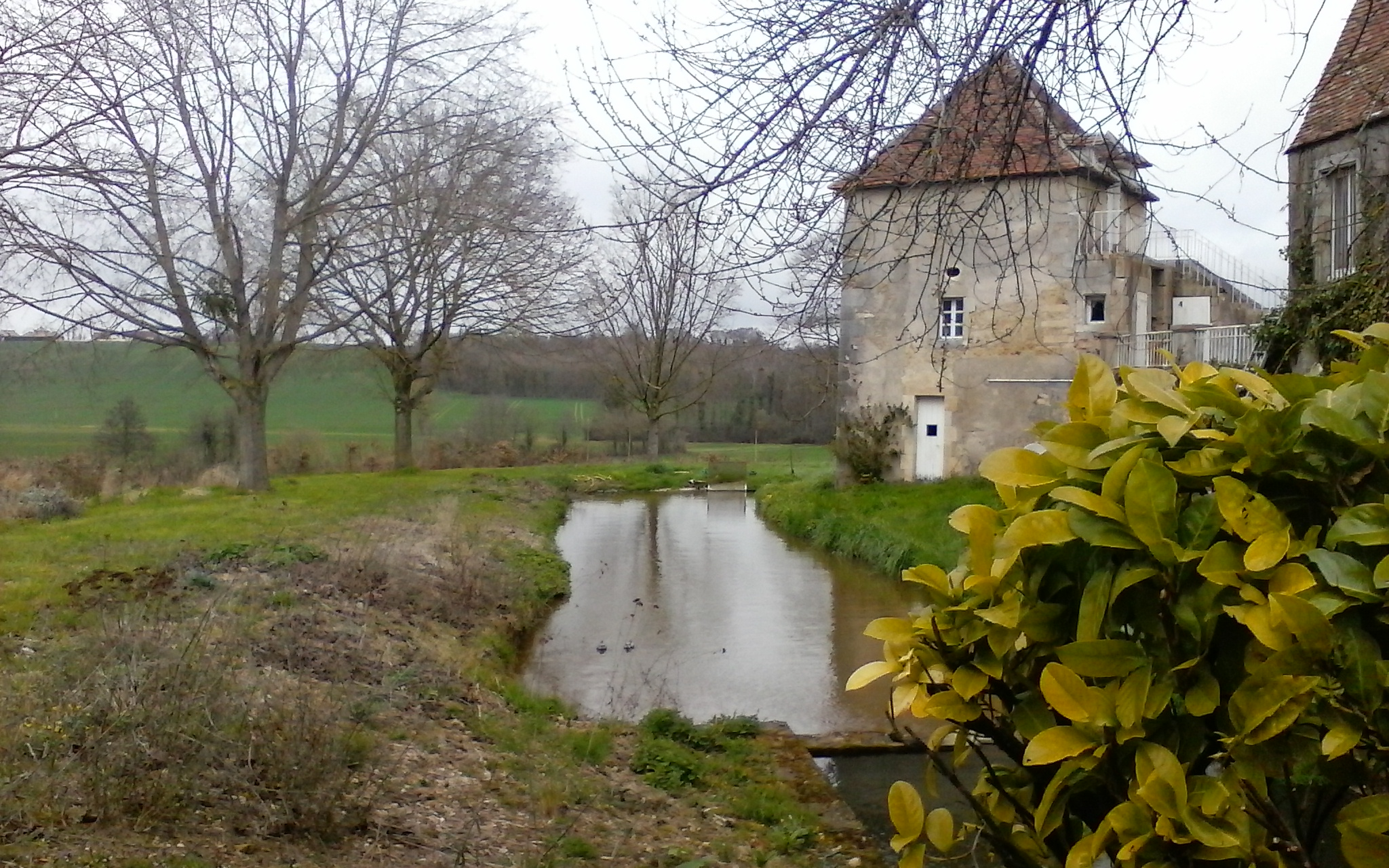
Les douves.
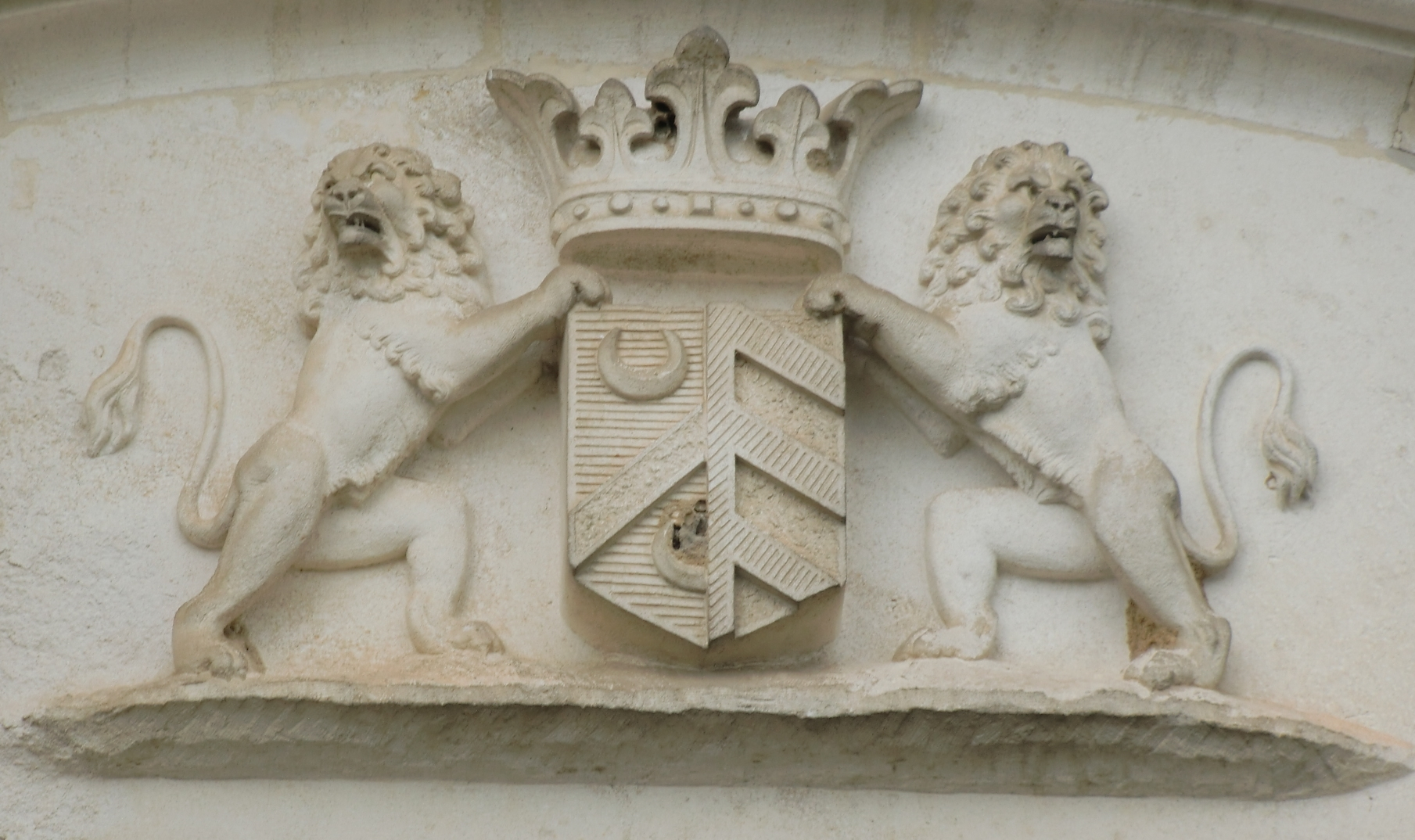
Armoiries.
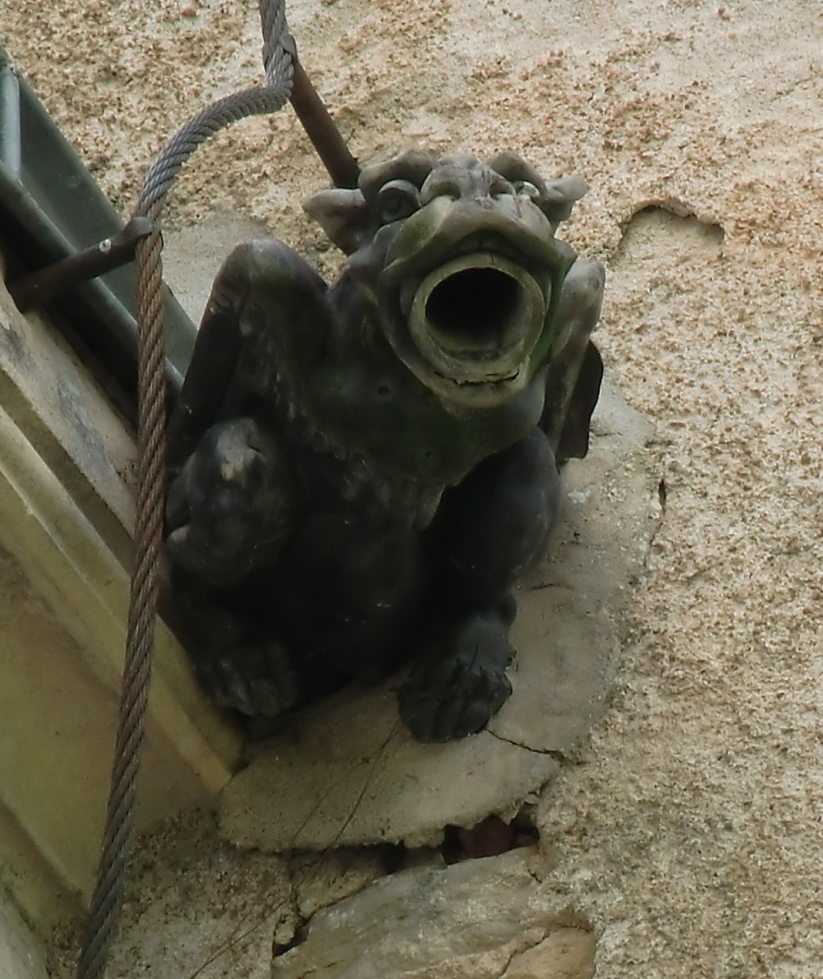
Gargouille.